# Darevskia rostombekovi
Darevskia rostombekovi este o specie de șopârle din genul Darevskia, familia Lacertidae, ordinul Squamata, descrisă de Darevsky 1957. A fost clasificată de IUCN ca specie în pericol. Conform Catalogue of Life specia Darevskia rostombekovi nu are subspecii cunoscute.